# Antonio Rancati
Antonio Rancati (Milano, 1785 – Milano, 26 dicembre 1816) è stato un pittore e incisore italiano.

## Biografia
Pittore e incisore, nacque a Milano nel 1785 e nella sua città natale morì nel 1816. Fu uno dei più validi allievi di Giuseppe Errante e fu uno dei pochi artisti italiani ad incidere alla maniera nera, tecnica con la quale riprodusse alcuni quadri del suo maestro. Pensionato a Roma del Governo Italiano dal 1805 al 1810, è ricordato anche per le molte tavole eseguite con la comune tecnica dell'acquaforte. Di particolare interesse sono le riproduzioni intagliate a fumo dei quadri dell'Errante intitolati "Artemisia",  "La Ninfa Io con Giove in nube" ed un "Amore e Psiche". Questo genere d'incisione che venne molto apprezzata in Italia perì nel suo nascere per la prematura morte, il 26 dicembre 1816, avvenuta per una lenta infiammazione alla gola, del Rancati e per quella del collega Giovanni Bigatti nello stesso periodo.